# Véronique Maranda
Véronique Maranda (* 18. August 1986 in Saint-Lambert, Provinz Québec) ist eine ehemalige kanadische Fußballspielerin.

## Karriere

### Vereine
Maranda spielte in ihrer Jugend für den in Longueuil ansässigen FC Sélect Rive-Sud Fußball. Im Seniorinnenbereich spielte sie anschließend für den in Montreal ansässigen Verein Montreal Xtreme in der USL W-League, der seinerzeit zweithöchsten Spielklasse im US-amerikanischen und kanadischen Frauenfußball. In der Folgespielzeit war sie für Ligakonkurrenten Ottawa Fury aktiv.
Im Herbst 2005 begab sie sich in die Vereinigten Staaten an die University of Tennessee in Knoxville, um ein Studium aufzunehmen. Für das Sport-Team der Bildungseinrichtung, den Volunteers, bestritt sie in den Spielzeiten 2005 (23/4) und 2006 (2/0) 25 Meisterschaftsspiele in der Southeastern Conference in der Division I unter dem Dachverband der NCAA, in denen sie vier Tore erzielte. Ihr erstes gelang ihr am 18. September 2005 mit dem 1:0-Siegtor im Auswärtsspiel gegen die Huskies, dem Sport-Team der University of Washington in der 53. Minute.
Ihr Wirtschaftsstudium setzte sie anschließend in Montreal an der der Université de Montréal angegliederten HEC Montréal, der ältesten Wirtschaftshochschule Kanadas, von 2007 bis 2009 fort und nahm dieses – nach einer zweijährigen Auszeit – im Jahr 2011 erneut auf und beendete es im Jahr 2012.
Nach ihrem erfolgreichen Studium und einer drei Jahre währenden Auszeit führte sie der (sportliche) Weg nach Laval zum Comètes de Laval, für den Verein sie im Spieljahr 2015 tätig war und danach Abschied vom Leistungssport nahm.

### Nationalmannschaft
Bei der Teilnahme am Fußballturnier der Panamerikanischen Spiele im Jahr 2003 in Santo Domingo bestritt sie für die U23-Nationalmannschaft vier Spiele, zwei in der Gruppe A sowie zwei in der Finalrunde. Das am 15. August 2003 wiederholte Finale gegen die U23-Natinolmannschaft Brasiliens wurde mit 1:2 n. V. verloren, nachdem tags zuvor das Finale beim Stand von 0:0 in der 24. Minute wegen heftigen Regens abgebrochen werden musste.
Des Weiteren nahm sie am Turnier um die CONCACAF U20-Meisterschaft 2004, die noch als U19-Wettbewerb ausgetragen wurde, teil. Sie bestritt alle fünf Turnierspiele einschließlich des mit 2:1 n. V. gegen die US-amerikanische U19-Nationalmannschaft gewonnenen Finales am 6. Juni 2004 in Ottawa. Beim 4:0-Sieg über die U19-Nationalmannschaft Costa Ricas am 4. Juni 2004 in Montreal erzielte sie mit dem Treffer zur 1:0-Führung in der 24. Minute ihr einziges Turniertor. Mit dem Erfolg für die U19-Weltmeisterschaft in Thailand qualifiziert, kam sie in allen drei Spielen der Gruppe A und im Viertelfinale am 21. November 2004 in Bangkok bei der 1:3-Niederlage gegen die U19-Nationalmannschaft Chinas zum Einsatz. Im zweiten und dritten Gruppenspiel, beim 7:0-Sieg über die U19-Nationalmannschaft Thailands und beim 3:3-Unentschieden gegen die U19-Nationalmannschaft Deutschlands gelang ihr jeweils ein Tor.
Mit der U20-Nationalmannschaft nahm sie an der in Mexiko ausgetragenen CONCACAF U20-Meisterschaft teil und kam in allen fünf Turnierspielen zum Einsatz. Auch in diesem Wettbewerb erreichte sie mit ihrer Mannschaft das Finale, welches jedoch mit 2:3 gegen die US-amerikanische U20-Nationalmannschaft am 27. Januar 2006 in Veracruz verloren wurde. Im ersten Gruppenspiel beim 7:1-Sieg über die Nationalmannschaft von Trinidad und Tobago am 18. Januar erzielte sie mit dem Treffer zum 2:0 in der 24. Minute ihr einziges Länderspieltor in dieser Altersklasse.
Am 19. Mai 2003 debütierte sie im Alter von 16 Jahren in der A-Nationalmannschaft, die in Lachine das in Freundschaft ausgetragene Länderspiel gegen die Nationalmannschaft Englands mit 4:0 beendete, sie wurde in der 68. Minute für Diana Matheson eingewechselt. In den anschließenden fünf Länderspielen – die allesamt gewonnen wurden – kam sie ebenfalls zum Einsatz (4:0 vs. England am 22. Mai, 4:0 und 3:0 vs. Mexiko am 12. und 15. Juni, zweimal 2:1 vs. Brasilien am 17. und 20. Juli 2003). Ihr erstes Länderspieltor erzielte sie bei der Teilnahme ihrer Mannschaft am Vier-Nationen-Turnier 2004 im ersten von drei Spielen bei der 1:2-Niederlage gegen die Nationalmannschaft Chinas am 30. Januar in Shenzhen mit dem Treffer zum Endstand in der 87. Minute. Am 28. Februar und 5. März 2004 bestritt sie in Heredia zwei Spiele im CONCACAF-Qualifikationsturnier für die Teilnahme am olympischen Fußballturnier. Die Begegnungen mit der Nationalmannschaft Panamas und der Nationalmannschaft Costa-Ricas wurden mit 7:0 und 4:0 gewonnen. Ihre Mannschaft gewann am Ende des Turniers die Bronzemedaille. Das am 30. Juli 2004 in Tokio ausgetragene Freundschaftsspiel gegen die Nationalmannschaft Japans wurde mit 0:3 verloren.

## Erfolge und Auszeichnung
- Viertelfinalist U19-Weltmeisterschaft 2004
- CONCACAF U19-Meister 2004, U20-Finalist 2006
- Wertvollster Spieler von Quebec 2008